# 400 meter för damer i friidrott vid olympiska sommarspelen 1988
400 meter för damer vid olympiska sommarspelen 1988 i Seoul avgjordes 26 september. 

## Medaljörer
| Gren      | Guld                          | Guld  | Silver                     | Silver | Brons                         | Brons |
| 400 meter | Olga Brizjina · Sovjetunionen | 48,65 | Petra Müller · Östtyskland | 49,45  | Olga Nazarova · Sovjetunionen | 49,90 |

## Resultat

### Final
| Placering | Final                      | Tid       |
| --------- | -------------------------- | --------- |
|           | Olga Brizjina (URS)        | 48,65(OR) |
|           | Petra Müller (GDR)         | 49,45     |
|           | Olga Nazarova (URS)        | 49,90     |
| 4.        | Valerie Brisco-Hooks (USA) | 50,16     |
| 5.        | Diane Dixon (USA)          | 50,72     |
| 6.        | Denean Howard (USA)        | 51,12     |
| 7.        | Helga Arendt (FRG)         | 51,17     |
| 8.        | Maree Holland (AUS)        | 51,25     |

### Semifinaler
| Placering | Heat 1                   | Tid   |
| --------- | ------------------------ | ----- |
| 1.        | Olga Nazarova (URS)      | 49,11 |
| 2.        | Petra Müller (GDR)       | 49.50 |
| 3.        | Diane Dixon (USA)        | 49.84 |
| 4.        | Denean Howard (USA)      | 49.87 |
| 5.        | Jillian Richardson (CAN) | 49.91 |
| 6.        | Ute Thimm (FRG)          | 50.28 |
| 7.        | Marita Payne (CAN)       | 50.29 |
| 8.        | Dagmar Neubauer (GDR)    | 50.92 |

| Placering | Heat 2                       | Tid   |
| --------- | ---------------------------- | ----- |
| 1.        | Olga Brizjina (URS)          | 49,33 |
| 2.        | Valerie Brisco-Hooks (USA)   | 49.90 |
| 3.        | Maree Holland (AUS)          | 50.24 |
| 4.        | Helga Arendt (FRG)           | 50.36 |
| 5.        | Kirsten Emmelmann (GDR)      | 50.39 |
| 6.        | Cathy Rattray-Williams (JAM) | 50.82 |
| 7.        | Charmaine Crooks (CAN)       | 51.63 |
| 8.        | Norfalia Carabali (COL)      | 52.65 |

### Kvartsfinaler
| Placering | Heat 1                          | Tid   |
| --------- | ------------------------------- | ----- |
| 1.        | Maree Holland (AUS)             | 50,90 |
| 2.        | Kirsten Emmelmann (GDR)         | 51.02 |
| 3.        | Denean Howard (USA)             | 51.02 |
| 4.        | Ute Thimm (FRG)                 | 51.18 |
| 5.        | Maria Magnólia Figueiredo (BRA) | 51.32 |
| 6.        | Airat Bakare (NGR)              | 52.86 |
| 7.        | Loreen Hall (GBR)               | 53.42 |
| —         | Nathalie Simon (FRA)            | DNS   |

| Placering | Heat 2                   | Tid   |
| --------- | ------------------------ | ----- |
| 1.        | Olga Brizjina (URS)      | 51,90 |
| 2.        | Diane Dixon (USA)        | 51.98 |
| 3.        | Helga Arendt (FRG)       | 52.08 |
| 4.        | Jillian Richardson (CAN) | 52.33 |
| 5.        | Sandie Richards (JAM)    | 52.90 |
| 6.        | Évelyne Élien (FRA)      | 53.36 |
| 7.        | Sun Sumei (CHN)          | 53.58 |
| 8.        | Yolande Straughn (BAR)   | 54.22 |

| Placering | Heat 3                       | Tid   |
| --------- | ---------------------------- | ----- |
| 1.        | Petra Müller (GDR)           | 51,45 |
| 2.        | Marita Payne (CAN)           | 51.73 |
| 3.        | Norfalia Carabali (COL)      | 51.76 |
| 4.        | Cathy Rattray-Williams (JAM) | 51.81 |
| 5.        | Linda Keough (GBR)           | 51.91 |
| 6.        | Yvonne van Dorp (NED)        | 53.50 |
| 7.        | Liliana Chalá (ECU)          | 53.83 |
| 8.        | Mercy Kuttan-Mathews (IND)   | 53.93 |

| Placering | Heat 4                     | Tid   |
| --------- | -------------------------- | ----- |
| 1.        | Olga Nazarova (URS)        | 50,26 |
| 2.        | Valerie Brisco-Hooks (USA) | 51.24 |
| 3.        | Dagmar Neubauer (GDR)      | 51.48 |
| 4.        | Charmaine Crooks (CAN)     | 51.64 |
| 5.        | Céléstine N'Drin (CIV)     | 52.04 |
| 6.        | Aïssatou Tandian (SEN)     | 52.33 |
| 7.        | Fabienne Ficher (FRA)      | 52.95 |
| 8.        | Blanca Lacambra (ESP)      | 53.76 |

### Försöksheat
| Placering | Heat 1                 | Tid     |
| --------- | ---------------------- | ------- |
| 1.        | Olga Nazarova (URS)    | 52,18   |
| 2.        | Blanca Lacambra (ESP)  | 53.04   |
| 3.        | Charmaine Crooks (CAN) | 53.58   |
| 4.        | Liliana Chalá (ECU)    | 53.74   |
| 5.        | Pat Beckford (GBR)     | 54.39   |
| 6.        | Yang Gyeong-Hui (KOR)  | 58.18   |
| 7.        | Juliana Obiong (GEQ)   | 1:07.58 |

| Placering | Heat 2                  | Tid   |
| --------- | ----------------------- | ----- |
| 1.        | Dagmar Neubauer (GDR)   | 52,51 |
| 2.        | Marita Payne (CAN)      | 52.70 |
| 3.        | Airat Bakare (NGR)      | 52.83 |
| 4.        | Fabienne Ficher (FRA)   | 53.42 |
| 5.        | Farida Kyakutewa (UGA)  | 56.00 |
| 6.        | Christine Bakombo (ZAI) | 57.85 |

| Placering | Heat 3                          | Tid   |
| --------- | ------------------------------- | ----- |
| 1.        | Maria Magnólia Figueiredo (BRA) | 51,74 |
| 2.        | Petra Müller (GDR)              | 51.93 |
| 3.        | Sandie Richards (JAM)           | 52.19 |
| 4.        | Loreen Hall (GBR)               | 53.13 |
| 5.        | Sun Sumei (CHN)                 | 53.46 |
| 6.        | Yolande Straughn (BAR)          | 53.62 |

| Placering | Heat 4                 | Tid     |
| --------- | ---------------------- | ------- |
| 1.        | Diane Dixon (URS)      | 52,45   |
| 2.        | Ute Thimm (FRG)        | 52.79   |
| 3.        | Yvonne van Dorp (NED)  | 52.84   |
| 4.        | Évelyne Élien (FRA)    | 52.90   |
| 5.        | Marilyn Dewarder (GUY) | 54.76   |
| 6.        | May Sardouk (LIB)      | 1:00.01 |

| Placering | Heat 5                          | Tid   |
| --------- | ------------------------------- | ----- |
| 1.        | Valerie Brisco-Hooks (URS)      | 51,96 |
| 2.        | Maree Holland (AUS)             | 52.29 |
| 3.        | Norfalia Carabali (COL)         | 53.27 |
| 4.        | Kirsten Emmelmann (GDR)         | 54.02 |
| 5.        | Assumpta Achuo-Bei (CMR)        | 55.22 |
| 6.        | Josephine Mary Singarayar (MAS) | 56.06 |
| 7.        | Lasnet Nkouka (CGO)             | 57.19 |

| Placering | Heat 6                       | Tid   |
| --------- | ---------------------------- | ----- |
| 1.        | Olga Brizjina (URS)          | 51,94 |
| 2.        | Linda Keough (GBR)           | 52.26 |
| 3.        | Cathy Rattray-Williams (JAM) | 52.39 |
| 4.        | Céléstine N'Drin (CIV)       | 52.48 |
| 5.        | Mercy Kuttan-Mathews (IND)   | 53.41 |
| 6.        | Ruth Morris (ISV)            | 55.60 |
| 7.        | Barbara Selkridge (ANT)      | 55.96 |

| Placering | Heat 6                   | Tid   |
| --------- | ------------------------ | ----- |
| 1.        | Denean Howard (USA)      | 52,26 |
| 2.        | Helga Arendt (FRG)       | 52.69 |
| 3.        | Aïssatou Tandian (SEN)   | 52.95 |
| 4.        | Jillian Richardson (CAN) | 53.06 |
| 5.        | Nathalie Simon (FRA)     | 53.30 |
| 6.        | Chang Feng-Hua (TPE)     | 56.10 |
| 7.        | Agnes Griffith (GRN)     | 57.09 |